# أولاف هانسون
أولاف هانسون (بالنرويجية البوكمول: Olav Hansson)‏ هو متزلج قفز نرويجي، ولد في 23 يوليو 1957 في أوسلو في النرويج.

## وصلات خارجية
- أولاف هانسون على موقع الاتحاد الدولي للتزلج (القفز التزلجي) (الإنجليزية)
- أولاف هانسون على موقع IMDb (الإنجليزية)